# Favites colemani
Espèce
Favites colemani est une espèce de coraux appartenant à la famille des Merulinidae.